# Frederico Pinheiro Chagas

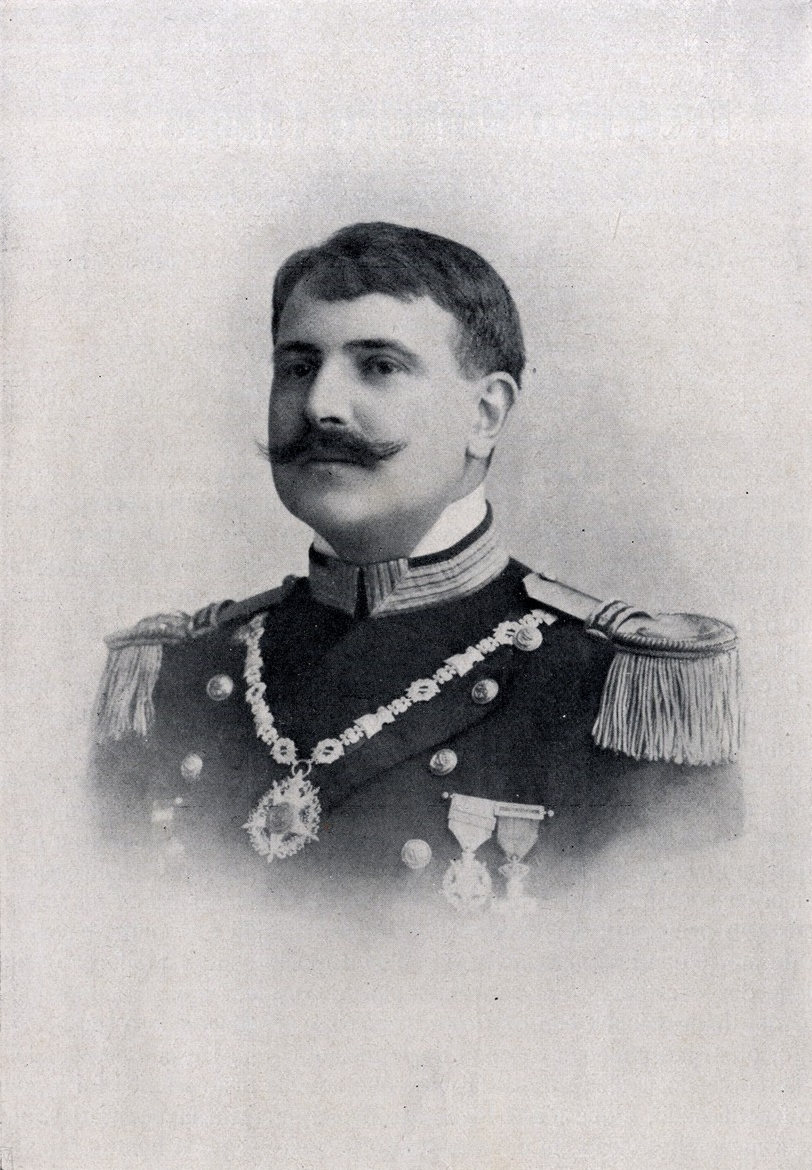
Frederico Pinheiro Chagas

Frederico da Silva Pinheiro Chagas (Lisboa, Santa Isabel, 7 de Junho de 1882 – Barreiro, Vale de Zebro, 5 de Outubro de 1910) foi um oficial da Armada Real Portuguesa, tendo atingido o posto de segundo-tenente. Destacou-se na Campanha da Guiné em 1907–1908, tendo, pelos seus serviços relevantes, sido agraciado com o grau de cavaleiro da Ordem da Torre e Espada e com a Medalha Rainha Dona Amélia. Pelo governo de Espanha foi condecorado com a Cruz de 1.ª classe do Mérito Naval e apesar de ser novo de idade, quando morreu, tinha já quatro portarias de louvor.
Assentou praça em 4 de outubro de 1900 como aspirante de marinha supranumerário, sendo promovido a guarda-marinha a 29 de setembro de 1905, e a 2.º tenente em 4 de outubro de 1907.
Durante a Revolução de 5 de Outubro de 1910, manteve-se fiel ao regime monárquico. Durante o movimento revolucionário, foi enviado com o primeiro-tenente Almeida Henriques em missão à Escola Prática de Torpedos e Electricidade de Vale de Zebro, no Barreiro, buscar os navios torpedeiros aí destacados e que poderiam ainda constituir ameaça aos cruzadores revolucionários em Lisboa. Aderindo os marinheiros à revolução, o comandante da Escola, capitão-de-mar-e-guerra Almeida Lima, entregou-se com a oficialidade. Recusando terminantemente render-se, contudo, Pinheiro Chagas suicida-se desfechando um tiro no próprio peito e, sobrevivendo, mais dois na cabeça.
Era filho do escritor, estadista e parlamentar Manuel Pinheiro Chagas e de D. Maria da Piedade da Silva Pinheiro Chagas.